# ФК «Крылья Советов» в сезоне 2017/2018
Сезон 2017/2018— 74-й сезон «Крыльев Советов», в том числе:
- 15-й сезон в первом дивизионе;
- 2-й сезон[2] в Первенстве ФНЛ.

## События сезона
2017
1 июня было объявлено о назначении Тихонова главным тренером самарских «Крыльев».
2018
Команда принимала участие в открытии следующих стадионов:
- «Калининград» (11.4.2018 против «Балтики» 0:1)
- «Самара Арена» (28.4.2018 против «Факела» (Воронеж) 2:1).

## Футбольная национальная лига
| Поз | Команда        | И  | В  | Н | П  | МЗ | МП | РМ  | О  | Квалификация или выбывание                     |
| --- | -------------- | -- | -- | - | -- | -- | -- | --- | -- | ---------------------------------------------- |
| 1   | Оренбург       | 38 | 26 | 6 | 6  | 59 | 26 | +33 | 84 | Выход в РПЛ-2018/19                            |
| 2   | Крылья Советов | 38 | 26 | 4 | 8  | 60 | 23 | +37 | 82 | Выход в РПЛ-2018/19                            |
| 3   | Енисей         | 38 | 25 | 6 | 7  | 68 | 32 | +36 | 81 | Выход в премьер-лигу по итогам стыковых матчей |
| 4   | Тамбов         | 38 | 20 | 8 | 10 | 57 | 36 | +21 | 68 | Стыковые матчи за места в РПЛ                  |
| 5   | Балтика        | 38 | 19 | 7 | 12 | 44 | 35 | +9  | 64 |                                                |

Пункт 4.5. В случае равенства очков, набранных в Первенстве, у двух и более команд, места между ними в турнирной таблице определяются в следующей последовательности:
− по наибольшему числу побед во всех матчах;
− по результатам игр между собой (число очков, количество побед, разность забитых и пропущенных мячей, число забитых мячей, число забитых мячей на чужом поле);
− по лучшей разности забитых и пропущенных мячей во всех матчах;
− по наибольшему числу забитых мячей во всех матчах;
− по наибольшему числу мячей, забитых на чужих полях во всех матчах;
− по жребию.
Пункт 4.6. При абсолютном равенстве всех указанных показателей, указанных в п. 4.5, кроме жребия, победитель Первенства между командами, занявшими 1-е и 2-е места, определяется в дополнительном матче.

| 8 июля 2017 1 тур | Крылья Советов                   | 2:0            | Луч-Энергия (Владивосток) | Самара                                                     |
| 18:00 МСК | Самодин 32′ · Ятченко 72′ (пен.) | протокол отчёт |                           | Стадион: Металлург Зрителей: 6789 Судья: Куликов (Саранск) |
| Крылья Советов: Конюхов , Гоцук, Родич ( 80' Зотов), Гаджибеков 76' ( 84' Мияйлович), Ятченко, Ткачук ( 90' Георгиевский), Клёнкин ( 88' Чочиев), Ланин, Башкиров, Самодин, Алиев · Луч-Энергия (Владивосток): Котляров, Марченко ( 80' Машнев), Тихий ( 63' Макарчук), Стешин, Насадюк 55', Заерко, Пономаренко, Маляка 76', Килин, Хлебородов ( 73' Гордиенко), Бажев ( 87' Носов) |                                  |                |                           |                                                            |

| 15 июля 2017 2 тур | Олимпиец (Нижний Новгород) | 0:0            | Крылья Советов | Дзержинск                                            |
| 15:00 МСК |                            | протокол отчёт |                | Стадион: Химик Зрителей: 2500 Судья: Еськов (Москва) |
| Олимпиец (Нижний Новгород): Анисимов, Хайруллов, Морозов, Хрипков ( 76' Ладо), Ганиев, Абрамов, Ламбарский ( 60' Фомин), Горбунов, Аюпов, Сорочкин ( 85' Карпухин), Беляков ( 60' Манзон) · Крылья Советов: Конюхов , Гоцук, Родич ( 46' Зотов), Гаджибеков, Ятченко, Ткачук ( 88' Чочиев), Клёнкин ( 84' Георгиевский), Ланин, Башкиров ( 68' Мияйлович), Самодин, Алиев |                            |                |                |                                                      |

| 22 июля 2017 3 тур | Крылья Советов | 1:0            | Авангард (Курск) | Самара                                                           |
| 19:00 МСК | Самодин 14′    | протокол отчёт |                  | Стадион: Металлург Зрителей: 6048 Судья: Иванов (Ростов-на-Дону) |
| Крылья Советов: Конюхов, Ятченко, Таранов , Гаджибеков, Зотов, Мияйлович, Клёнкин ( 61' Башкиров), Ткачук ( 67' Корниленко), Ланин, Алиев ( 87' Зинков), Самодин ( 86' Гоцук) · Авангард (Курск): Саутин, Багаев, Концедалов, Дашаев, А.Войнов, Синяев , Шогенов ( 58' Гурфов), Нетфуллин, Петров ( 81' Минаев), Болов ( 52' Газданов), Аппаев |                |                |                  |                                                                  |

| 26 июля 2017 4 тур | Крылья Советов | 0:1            | Томь (Томск) | Самара                                                              |
| 19:00 МСК |                | протокол отчёт | 14′ Пульич   | Стадион: Металлург Зрителей: 6531 Судья: Казарцев (Санкт-Петербург) |
| Крылья Советов: Конюхов, Гаджибеков, Таранов , Ятченко, Ткачук ( 42' Корниленко), Георгиевский ( 64' Клёнкин), Голышев ( 46' Зотов), Ланин, Мияйлович, Алиев ( 90' Гоцук), Самодин · Томь (Томск): Мелихов, Пульич, Герасимов, Гирдвайнис, Иванов, Олейник, Войдель , Деобальд ( 76' Сасин), Макурин ( 78' Большунов), Саная, Соболев ( 89' Гвинейский) |                |                |              |                                                                     |

| 30 июля 2017 5 тур | Химки | 0:2            | Крылья Советов             | Химки                                                               |
| 17:00 МСК |       | протокол отчёт | 57′ Самодин · 61′ Башкиров | Стадион: Новые Химки Зрителей: 1000 Судья: Вилков (Нижний Новгород) |
| Химки: Исупов, Заика ( 74' Кокоев), Малания, Лапин, Шумских , Талалай, Батов, Петрусев ( 68' Беликов), Мостовой ( 56' Алферов), Дворников, Радченко ( 46' Кузьмичев) · Крылья Советов: Конюхов, Гоцук, Таранов , Гаджибеков, Ятченко, Клёнкин ( 81' Чочиев), Башкиров 5' ( 69' Мияйлович), Ланин, Ткачук, Алиев ( 76' Зотов), Самодин ( 84' Корниленко) |       |                |                            |                                                                     |

| 5 августа 2017 6 тур | Крылья Советов     | 1:0            | Волгарь (Астрахань) | Самара                                                      |
| 18:00 МСК | Ятченко 41′ (пен.) | протокол отчёт |                     | Стадион: Металлург Зрителей: 5916 Судья: Шадыханов (Москва) |
| Крылья Советов: Конюхов, Гоцук, Таранов , Гаджибеков ( 90' Зинков), Ятченко, Клёнкин, Башкиров, Ланин, Ткачук ( 85' Георгиевский), Алиев ( 76' Чочиев), Самодин ( 71' Корниленко) · Волгарь (Астрахань): Бучнев , Калинин, Степанов, Таказов, Плиев, Букия ( 59' Акбашев), Болонин, Кабутов, Шалаев ( 77' Бабаев), Газзаев ( 46' Дышеков), Машуков ( 67' Жабкин) |                    |                |                     |                                                             |

| 9 августа 2017 7 тур | Шинник (Ярославль)                    | 2:3            | Крылья Советов                      | Караваево                                                    |
| 17:00 МСК | Низамутдинов 31′ · Таранов 82′ (авт.) | протокол отчёт | 13′ Мияйлович · 68′, 87′ Корниленко | Стадион: Урожай Зрителей: 500 Судья: Верулидзе (Владикавказ) |
| Шинник (Ярославль): Яшин, Евсеев, Чистяков, Е.Ятченко, Лаук ( 46' Булия), Шайморданов 52', Нарылков, Лях ( 46' Камилов), Щадин, Безлихотнов ( 46' Самойлов), Низамутдинов ( 76' Фатихов) · Крылья Советов: Конюхов, Таранов , Гоцук, Д.Ятченко, Зотов, Мияйлович 52' ( 90' Зинков), Ланин, Башкиров ( 64' Клёнкин), Алиев ( 84' Чочиев), Корниленко, Самодин ( 74' Ткачук) |                                       |                |                                     |                                                              |

| 13 августа 2017 8 тур | Крылья Советов            | 2:0            | Динамо (Санкт-Петербург) | Самара                                                   |
| 18:00 МСК | Зотов 52′ · Мияйлович 86′ | протокол отчёт |                          | Стадион: Металлург Зрителей: 7064 Судья: Панин (Дмитров) |
| Крылья Советов: Конюхов, Зотов Гоцук, Таранов , Ятченко, Клёнкин ( 84' Башкиров), Ланин, Мияйлович, Корниленко ( 89' Георгиевский), Алиев ( 84' Чочиев), Самодин ( 69' Ткачук) · Динамо (Санкт-Петербург): Генералов, Бабенков, Бычков, Юрганов, Житников ( 71' Костин), Власов ( 69' Барсов), Цвейба ( 61' Сарамутин), Кулишев, Песегов ( 91' Рогов), Маркосов, Коротаев |                           |                |                          |                                                          |

| 13 августа 2017 9 тур | Тюмень | 0:2            | Крылья Советов             | Тюмень                                                |
| 16:00 МСК |        | протокол отчёт | 25′ Зотов · 56′ Корниленко | Стадион: Геолог Зрителей: 2300 Судья: Чистяков (Азов) |
| Тюмень: Обухов, Маслов, Гузь , Шакуро ( 65' Лешонок), Иванов, Рябокобыленко, Пустозеров ( 73' Юсупов), Чудин, Шляпкин 90', Чуканов ( 46' Павленко), Ставпец ( 86' Глухов) · Крылья Советов: Конюхов, Гоцук, Зотов, Таранов , Ятченко, Клёнкин ( 63' Башкиров), Ланин ( 79' Зинков), Мияйлович, Алиев, Корниленко ( 88' Чочиев), Самодин ( 75' Ткачук) |        |                |                            |                                                       |

| 27 августа 2017 10 тур | Крылья Советов                        | 3:0                     | Сибирь (Новосибирск) | Самара                                                              |
| 18:00 МСК | Самодин 11′ · Таранов 11′ · Алиев 92′ | протокол отчёт СЭ отчёт |                      | Стадион: Металлург Зрителей: 7132 Судья: Лапочкин (Санкт-Петербург) |
| Крылья Советов: Конюхов, Гоцук, Немчанинов ( 69' Зотов), Таранов , Ятченко, Ланин, Клёнкин ( 76' Зинков), Мияйлович, Алиев, Корниленко ( 68' Ткачук), Самодин ( 82' Чочиев) · Сибирь (Новосибирск): Цыган, Мищенко, Плопа, Цховребов, Магаль, Аравин, Андреев ( 78' Гладышев), Чеботару , Дегтярев, Галыш, Беляев ( 69' Азаров 80') |                                       |                         |                      |                                                                     |

| 2 сентября 2017 11 тур | Оренбург                                    | 3:2            | Крылья Советов                | Оренбург                                                |
| 17:00 МСК | Кулик 39′ (пен.) · Малых 48′ · Парняков 86′ | протокол отчёт | 4′ Мияйлович · 57′ Корниленко | Стадион: Газовик Зрителей: 3824 Судья: Федотов (Москва) |
| Оренбург: Руденко, Ойеволе, Малых, Андреев 17' 25', Кулик ( 63' Георгиев), Чиркин ( 76' Бреев), Ефремов, Воробьев ( 29' Удалый), Попов, Парняков, Делькин ( 46' Мамтов) · Крылья Советов: Конюхов, Гоцук 56', Зотов ( 63' Немчанинов, 86' Голышев), Ятченко, Таранов 64', Клёнкин ( 54' Ткачук), Зинков ( 54' Чочиев), Мияйлович, Алиев 90', Корниленко, Самодин |                                             |                |                               |                                                         |

| 6 сентября 2017 12 тур | Крылья Советов     | 1:0            | Тамбов | Самара                                                       |
| 18:00 МСК | Ятченко 12′ (пен.) | протокол отчёт |        | Стадион: Металлург Зрителей: 4837 Судья: Апонасенко (Москва) |
| Крылья Советов: Конюхов 90', Гаджибеков 26' ( 87' Гоцук), Надсон, Таранов , Ятченко, Зинков, Мияйлович, Чочиев ( 69' Башкиров), Самодин ( 74' Клёнкин), Корниленко ( 58' Ткачук), Алиев · Тамбов: Вавилин, Быстров ( 75' Чернышов), Шляков, Горбатюк, Рыбин , Овсиенко 45', Кухарчук ( 68' Шевчук), Мурнин ( 53' Скворцов), Младен, Трусевич, Часовских ( 60' Рыжков) |                    |                |        |                                                              |

| 11 сентября 2017 13 тур | Спартак-2 (Москва) | 0:3            | Крылья Советов                            | Москва                                                                     |
| 16:00 МСК |                    | протокол отчёт | 38′ Корниленко · 62′ Самодин · 85′ Ткачук | Стадион: «Спартак» им. Черенкова Зрителей: 567 Судья: Сельдяков (Балашиха) |
| Спартак-2 (Москва): Максименко, Мамин, Лелюхин ( 84' Лихачёв, 84), Щербаков, Сокол, Самсонов , Пантелеев, З.Бакаев ( 79' Самбу), Полубояринов, Давыдов ( 79' Ломовицкий), Сакала · Крылья Советов: Конюхов, Ятченко, Таранов , Гаджибеков, Надсон, Алиев ( 75' Зотов), Мияйлович ( 57' Башкиров), Ланин, Чочиев ( 84' Клёнкин), Корниленко ( 63' Ткачук) |                    |                |                                           |                                                                            |

| 16 сентября 2017 14 тур | Крылья Советов                            | 3:0            | Балтика (Калининград) | Самара                                                             |
| 18:00 МСК | Корниленко 13′ · Чочиев 58′ · Самодин 66′ | протокол отчёт |                       | Стадион: Металлург Зрителей: 5732 Судья: Любимов (Санкт-Петербург) |
| Крылья Советов: Конюхов, Гаджибеков, Надсон, Таранов , Ятченко ( 4' Зотов 59', 74' Тихонов), Мияйлович 37' ( 60' Клёнкин), Чочиев, Ланин, Корниленко ( 59' Ткачук), Алиев, Самодин · Балтика (Калининград): Помазан, Тимошин , Логашов 13', Каленкович, Крючков 65', Свежов 33' ( 85' Малеев), Чуперка, Шешуков ( 80' Родионов), Скопинцев, Себаи 13' 14', Касьян ( 36' Кобялко) |                                           |                |                       |                                                                    |

| 24 сентября 2017 15 тур | Енисей (Красноярск) | 1:0            | Крылья Советов | Красноярск                                                       |
| 14:00 МСК | Иванов 38′          | протокол отчёт |                | Стадион: Енисей Зрителей: 3000 Судья: Левников (Санкт-Петербург) |
| Енисей (Красноярск): Филиппов, Васильев, Гарбуз, Чичерин, Камешс, Исаев, Семакин , Сердеров ( 71' Ломакин), Иванов ( 87' Рожков), Фатуллаев, Козлов ( 82' Кутьин) · Крылья Советов: Конюхов, Таранов , Зотов ( 79' Башкиров), Надсон 90', Гаджибеков, Мияйлович ( 66' Клёнкин), Чочиев ( 88' Гоцук), Ланин, Самодин ( 60' Ткачук), Алиев, Корниленко |                     |                |                |                                                                  |

| 30 сентября 2017 16 тур | Крылья Советов | 1:0            | Зенит-2 (Санкт-Петербург) | Самара                                                     |
| 18:00 МСК | Корниленко 30′ | протокол отчёт | 12' Панюков               | Стадион: Металлург Зрителей: 3076 Судья: Васильев (Ижевск) |
| Крылья Советов: Конюхов 11', Надсон, Гаджибеков, Зотов, Таранов , Ткачук ( 89' Зинков), Ланин, Чочиев ( 78' Башкиров), Мияйлович 71', Корниленко 15' ( 89' Самодин, 89'), Алиев ( 55' Клёнкин 90') · Зенит-2 (Санкт-Петербург): Бабурин , Каккоев, Зуев 17', Пенчиков, Круговой, Сиротов, Мусаев ( 63' Горулёв), Андреев ( 58' Плетнё), Соловейчикс, Панюков ( 78' Некрасов), Прудников ( 46' Еловских) |                |                |                           |                                                            |

| 7 октября 2017 17 тур | Факел (Воронеж)       | 1:0            | Крылья Советов | Воронеж                                                     |
| 19:00 МСК | Мичуренков 38′ (пен.) | протокол отчёт |                | Стадион: Центральный Зрителей: 2100 Судья: Матюнин (Москва) |
| Факел (Воронеж): Федоров 90', Мустафин, Осипенко 13', Хайманов, Лукьяновс , Амбарцумян, Каюмов ( 86' Шарифи), Ушаков, Молодцов 90', Сердюк ( 75' Мануковский), Мичуренков ( 81' Верулидзе) · Крылья Советов: Конюхов, Надсон, Гаджибеков, Зотов, Таранов , Ткачук, Зинков, Чочиев ( 72' Клёнкин), Мияйлович 90', Корниленко 47', Самодин ( 67' Алиев) |                       |                |                |                                                             |

| 14 октября 2017 18 тур | Крылья Советов | 1:1            | Ротор-Волгоград | Самара                                                     |
| 14:00 МСК | Корниленко 61′ | протокол отчёт | 41′ Бирюков     | Стадион: Металлург Зрителей: 2469 Судья: Соколов (Воронеж) |
| Крылья Советов: Конюхов, Зотов ( 76' Башкиров), Надсон, Таранов , Гаджибеков, Ткачук, Ланин, Клёнкин, Чочиев ( 59' Зинков), Корниленко, Самодин ( 46' Алиев) · Ротор-Волгоград: Кобзев 90', Киреев ( 89' Столбовой), Пискунов, Ионов, Колычев, Столяренко, Борзых ( 38' Сысуев), Султонов ( 64' Дранников), Замалиев 64', Романенко , Бирюков ( 66' Вотинов) |                |                |                 |                                                            |

| 21 октября 2017 19 тур | Кубань (Краснодар)           | 2:1            | Крылья Советов | Краснодар                                             |
| 17:00 МСК | Коновалов 69′ · Лобкарёв 76′ | протокол отчёт | 65′ Ткачук     | Стадион: Кубань Зрителей: 2928 Судья: Сухой (Люберцы) |
| Кубань (Краснодар): Дюпин, Клещенко, Байрыев, Марков, Бугаев ( 85' Завезён), Смирнов 81', Гапон, Гай 51', Коновалов, Лобкарёв ( 90+2' Нурисов), Гогниев · Крылья Советов: Конюхов, Надсон, Таранов , Ятченко ( 80' Алиев), Гаджибеков, Зотов ( 81' Чочиев), Ланин, Ткачук, Башкиров ( 83' Самодин), Мияилович ( 81' Клёнкин), Корниленко 90+3' |                              |                |                |                                                       |

| 29 октября 2017 20 тур | Крылья Советов     | 1:0            | Олимпиец (Нижний Новгород) | Самара                                                 |
| 15:00 МСК | Ятченко 88′ (пен.) | протокол отчёт |                            | Стадион: Металлург Зрителей: 2371 Судья: Кукуян (Сочи) |
| Крылья Советов: Конюхов, Надсон, Зотов 90', Таранов ( 14' Гоцук), Чочиев ( 62' Ятченко), Ланин, Ткачук, Мияйлович, Клёнкин 48' ( 90' Башкиров), Самодин, Алиев ( 90' Зинков) · Олимпиец (Нижний Новгород): Анисимов, Морозов, Маляров 90', Хайруллов, Филин, Нежелев ( 84' Хрипков), Ламбарский ( 67' Беляков), Фомин, Аюпов, Горбунов, Сорочкин |                    |                |                            |                                                        |

| 4 ноября 2017 21 тур | Авангард (Курск)       | 2:4            | Крылья Советов                                       | Курск                                                           |
| 15:00 МСК | Федчук 80′ · Болов 88′ | протокол отчёт | 3′ Клёнкин · 28′ Ятченко · 60′ Алиев · 3′ Корниленко | Стадион: Трудовые резервы Зрителей: 3200 Судья: Панин (Дмитров) |
| Авангард (Курск): Саутин, Концедалов, Багаев , Никитин, Дашаев, Альшин ( 66' Синяев), Нетфуллин ( 46' Коробов 52'), Гурфов, Войнов ( 46' Митасов), Федчук, Аппаев ( 64' Болов) · Крылья Советов: Конюхов, Ятченко, Надсон, Зотов ( 77' Гоцук), Чочиев, Ланин ( 81' Зинков), Ткачук ( 64' Башкиров), Мияйлович, Клинки 52', Алиев, Корниленко ( 90' Гаджибеков) |                        |                |                                                      |                                                                 |

| 8 ноября 2017 22 тур | Томь (Томск) | 2:4            | Крылья Советов | Томск                                                          |
| 15:30 МСК | Соболев 21′  | протокол отчёт |                | Стадион: Труд Зрителей: 1150 Судья: Левников (Санкт-Петербург) |
| Томь (Томск): Мелихов, Иванов, Гирдвайнис, Зуйков ( 58' Большунов), Микуцкис 37', Пульич 37', Померко, Гвинейский ( 90' Герасимов), Макурин, Соболев, Саная 62' · Крылья Советов: Конюхов, Надсон 57', Ятченко, Зотов 37', Чочиев, Ткачук 37' 52', Мияйлович, Клёнкин, Зинков ( 45' Башкиров), Корниленко , Алиев |              |                |                |                                                                |

| 12 ноября 2017 23 тур | Крылья Советов               | 2:0            | Химки | Самара                                                              |
| 15:00 МСК | Корниленко 21′ · Самодин 69′ | протокол отчёт |       | Стадион: Металлург Зрителей: 2371 Судья: Сиденков (Санкт-Петербург) |
| Крылья Советов: Конюхов, Надсон, Зотов, Ятченко 27', Чочиев ( 46' Гаджибеков), Башкиров, Клёнкин, Мияйлович, Корниленко ( 90' Тихонов), Алиев ( 90' Гоцук), Самодин 67' · Химки: Исупов ( 46' Зорников), Шумских, Лапин ( 77' Кокоев), Заика, Лисинков, Малания, Мостовой, Яковлев, Батов ( 86' Горячев), Кузьмичев, Дворников ( 65' Пичугин) |                              |                |       |                                                                     |

| 18 ноября 2017 24 тур | Волгарь (Астрахань) | 0:1            | Крылья Советов | Астрахань                                                   |
| 16:00 МСК |                     | протокол отчёт | 21′ Чочиев     | Стадион: Центральный Зрителей: 1000 Судья: Мешков (Дмитров) |
| Волгарь (Астрахань): Терновский, Калинин, Климов, Таказов, Григорьев 81', Акбашев ( 81' Жабкин), Сутормин, Кабутов, Бочков 24' ( 88' Букия), Газзаев ( 46' Шалаев), Бабырь ( 74' Веркашанский) · Крылья Советов: Конюхов, Надсон, Зотов ( 90' Гоцук), Ятченко, Чочиев ( 46' Ланин), Башкиров, Мияйлович 68', Клёнкин ( 77' Ткачук), Алиев, Корниленко , Самодин ( 66' Гаджибеков) |                     |                |                |                                                             |

| 25 ноября 2017 25 тур | Крылья Советов                       | 3:3            | Шинник (Ярославль)                       | Самара                                                 |
| 15:00 МСК | Самодин 9′ · Клёнкин 26′ · Алиев 37′ | протокол отчёт | 43′ Камилов · 61′ Самойлов · 85′ Дроздов | Стадион: Металлург Зрителей: 4261 Судья: Амелин (Тула) |
| Крылья Советов: Конюхов, Надсон, Д.Ятченко, Зотов, Чочиев ( 80' Ланин), Башкиров, Клёнкин ( 81' Гоцук), Мияйлович, Самодин ( 65' Ткачук), Корниленко 41', Алиев · Шинник (Ярославль): Яшин, Чистяков, Магадиев, Е.Ятченко ( 90' Жестоков), Лях 54' ( 59' Дроздов), Камилов 25', Самойлов, Щадин, Шайморданов ( 63' Чалов), Низамутдинов , Безлихотнов ( 63' Крамаренко) |                                      |                |                                          |                                                        |

| 4 марта 2018 26 тур | Динамо (Санкт-Петербург) | 1:3            | Крылья Советов                    | Санкт-Петербург                                            |
| 16:00 МСК | Юрганов 69′              | протокол отчёт | 26′, 74′ Корниленко · 86′ Соболев | Стадион: Петровский Зрителей: 688 Судья: Куликов (Саранск) |
| Динамо (Санкт-Петербург): Генералов, Ходжаниязов, Юрганов, Бычков, Соловьев, Цвейба 90', Власов ( 67' Дворников), Кулишев ( 80' Житников), Песегов , Сарамутин ( 71' Киреенко), Барсов · Крылья Советов: Конюхов, Бурлак, Зотов, Надсон, Таранов 46', Ятченко, Ланин, Чочиев ( 87' Кулик), Башкиров ( 90' Клёнкин), Корниленко ( 90' Алиев), Самодин ( 57' Соболев) |                          |                |                                   |                                                            |

| 10 марта 2018 27 тур | Крылья Советов         | 2:0            | Тюмень | Самара                                                      |
| 14:00 МСК | Алиев 49′ · Чочиев 86′ | протокол отчёт |        | Стадион: Металлург Зрителей: 3639 Судья: Галимов (Улан-Удэ) |
| Крылья Советов: Конюхов, Бурлак, Зотов, Надсон, Ятченко, Ланин 45' ( 90' Клёнкин), Башкиров, Чочиев 51', Корниленко ( 77' Ткачук), Соболев 54' ( 90' Самодин), Алиев ( 87' Таранов) · Тюмень: Бучнев, Козлов 18' 76', Ненахов 18', Гузь , Кузнецов, Глухов 52' ( 63' Лаук), Рябокобыленко 81', Чудин, Чуканов, Юсупов ( 71' Шумилин), Муллин |                        |                |        |                                                             |

| 17 марта 2018 28 тур | Сибирь (Новосибирск) | 0:1            | Крылья Советов | Новосибирск                                                    |
| 13:00 МСК |                      | протокол отчёт | 7′ Чочиев      | Стадион: Заря Зрителей: 3010 Судья: Сиденков (Санкт-Петербург) |
| Сибирь (Новосибирск): Цыган, Ларенц, Полюткин, Макаренко 90', Цховребов, Гладышев, Андреев ( 69' Коржунов), Чеботару , Житнев, Галыш, Беляев ( 77' Азаров) · Крылья Советов: Конюхов, Бурлак 2', Зотов, Надсон, Ятченко, Ланин 77', Башкиров 38' ( 83' Клёнкин), Чочиев, Корниленко 84' ( 86' Кулик), Соболев 60' ( 63' Ткачук), Алиев ( 65' Таранов) |                      |                |                |                                                                |

| 24 марта 2018 29 тур | Крылья Советов | 0:0            | Оренбург | Самара                                                           |
| 13:00 МСК |                | протокол отчёт |          | Стадион: Металлург Зрителей: 5408 Судья: Иванов (Ростов-на-Дону) |
| Крылья Советов: Конюхов, Зотов, Бурлак, Надсон, Таранов , Ятченко, Ткачук ( 37' Самодин), Кулик, Чочиев ( 67' Клёнкин), Башкиров 79' ( 81' Алиев), Корниленко · Оренбург: Фролов, Удалый, Ойеволе, Малых , Терехов 22', Бегич, Чиркин, Афонин 32', Сутормин ( 83' Воробьев), Попович ( 87' Бреев), Козлов ( 75'Мамтов) |                |                |          |                                                                  |

| 31 марта 2018 30 тур | Тамбов | 0:2            | Крылья Советов                   | Тамбов                                                  |
| 16:00 МСК |        | протокол отчёт | 16′ Соболев · 54′ (пен.) Ятченко | Стадион: Тамбов Зрителей: 1500 Судья: Васильев (Ижевск) |
| Тамбов: Смирнов, Быстров, Гультяев 53', Овсиенко ( 46' Шевчук), Рыбин , Мищенко, Кашчелан 43' ( 76' Рыжков), Дутов ( 37' Чернышов 65'), Мурнин, Бирюков ( 57' Трусевич), Часовских · Крылья Советов: Конюхов 84', Зотов, Бурлак 43', Ятченко 43', Надсон 40', Кулик 45' ( 59' Клёнкин), Ланин, Чочиев ( 59' Башкиров), Соболев ( 89' Мияйлович), Корниленко 63' ( 73' Таранов), Алиев |        |                |                                  |                                                         |

| 7 апреля 2018 31 тур | Крылья Советов                                                | 5:1            | Спартак-2 (Москва) | Самара                                                      |
| 14:00 МСК | Самодин 21′ · Соболев 72′, 78′, 90′ · Зотов 80′ · Соболев 90' | протокол отчёт | 70′ Руденко        | Стадион: Металлург Зрителей: 3709 Судья: Волошин (Смоленск) |
| Крылья Советов: Конюхов, Бурлак, Зотов, Надсон, Кулик ( 43' Башкиров), Клёнкин, Чочиев ( 68' Соболев), Ланин, Самодин ( 59' Ятченко), Корниленко ( 77' Мияйлович), Алиев · Спартак-2 (Москва): Максименко, Сокол, Хомуха, Мамин, Полубояринов, Тимофеев ( 31' Сакала, 31), Леонтьев, Пантелеев , Ломовицкий, Руденко 90', Нимели ( 84' Самбу 90') |                                                               |                |                    |                                                             |

| 11 апреля 2018 32 тур | Балтика (Калининград) | 1:0            | Крылья Советов | Калининград                                                           |
| 21:00 МСК | Себаи 78′ (пен.)      | протокол отчёт |                | Стадион: Калининград Зрителей: 14 926 Судья: Вилков (Нижний Новгород) |
| Балтика (Калининград): Помазан, Крючков, Тишкин, Шахов 71', Магаль, Логашов, Каленкович, Григорьев, Торбинский 80' ( 83' Джалилов), Шешуков 60', Себаи ( 89' Касьян) · Крылья Советов: Конюхов, Зотов, Надсон, Бурлак, Ятченко, Ланин ( 87' Самодин), Клёнкин, Чочиев ( 76' Башкиров), Мияйлович, Корниленко 74', Соболев ( 58' Таранов, 83' Алиев) |                       |                |                |                                                                       |

| 15 апреля 2018 33 тур | Крылья Советов | 1:0            | Енисей (Красноярск) | Самара                                                              |
| 14:00 МСК | Соболев 52′    | протокол отчёт |                     | Стадион: Металлург Зрителей: 8074 Судья: Левников (Санкт-Петербург) |
| Крылья Советов: Конюхов , Зотов ( 81' Таранов), Надсон, Бурлак, Ятченко Мияйлович 43' ( 66' Клёнкин), Ланин 78', Чочиев ( 90' Самодин), Башкиров 43' ( 83' Гаджибеков), Соболев 37', Алиев · Енисей (Красноярск): Филиппов, Кичин 43', Чичерин 80', Жиров 73', Гасанов, Камешс 50' ( 86' Васильев), Фатуллаев, Стеклов ( 57' Обрадович), Иванов 43', Кутьин ( 81' Малоян), Саркисов ( 46' Комков) |                |                |                     |                                                                     |

| 28 апреля 2018 34 тур | Зенит-2 (Санкт-Петербург) | 0:2            | Крылья Советов              | Санкт-Петербург                                           |
| 17:00 МСК |                           | протокол отчёт | 27′ Бурлак · 61′ Корниленко | Стадион: Петровский Зрителей: 360 Судья: Мешков (Дмитров) |
| Зенит-2 (Санкт-Петербург): Кержаков, Зуев , Запрягаев, Пенчиков, Бугриев, Сиротов, Мусаев, Камышев, Кириллов ( 53' Лесовой), Панюков, Прудников · Крылья Советов: Конюхов, Зотов ( 90' Тихонов), Бурлак, Ятченко, Надсон, Кулик ( 88' Клёнкин), Ланин 62', Чочиев, Соболев 76', Корниленко ( 71' Ткачук), Алиев ( 60' Мияйлович 81') |                           |                |                             |                                                           |

| 28 апреля 2018 35 тур | Крылья Советов                      | 2:1            | Факел (Воронеж) | Самара                                                              |
| 17:00 МСК | Соболев 67′ · Корниленко 70′ (пен.) | протокол отчёт | 21′ Кузьмин     | Стадион: Самара Арена Зрителей: 14 017 Судья: Недвижай (Ставрополь) |
| Крылья Советов: Конюхов, Зотов, Бурлак, Ятченко ( 66' Мияйлович), Надсон, Кулик ( 61' Башкиров), Ланин, Чочиев ( 86' Клёнкин), Соболев, Корниленко , Алиев ( 90' Бобёр) · Факел (Воронеж): Фёдоров 68', Мустафин, Осипенко, Семёнов 16', Хайманов, Кузьмин 27' ( 77' Арустамян), Амбарцумян ( 90' Сердюк), Афанасьев ( 71' Молодцов), Мануковский, Лебеденко , Алхазов ( 68' Лукьяновс) |                                     |                |                 |                                                                     |

| 2 мая 2018 36 тур | Ротор-Волгоград | 0:2            | Крылья Советов                  | Волгоград                                                           |
| 17:00 МСК |                 | протокол отчёт | 13′ (авт.) Абазов · 25′ Соболев | Стадион: Волгоград Арена Зрителей: 24 192 Судья: Галимов (Улан-Удэ) |
| Ротор-Волгоград: Заболотный, Климов, Ионов 10', Абазов, Сысуев, Бурмистров ( 70' Друзин), Султонов ( 46' Косицин), Кузнецов ( 76' Николаев), Аппаев 55', Романенко , Коротаев 24' ( 76' Вотинов) · Крылья Советов: Конюхов, Надсон, Ятченко 45', Зотов ( 87' Гаджибеков), Бурлак, Мияйлович ( 90' Таранов), Чочиев ( 88' Кулик), Башкиров, Соболев ( 70' Клёнкин 77'), Корниленко 83' , Алиев |                 |                |                                 |                                                                     |

| 6 мая 2018 37 тур | Крылья Советов | 1:0            | Кубань | Самара                                                                   |
| 16:00 МСК | Корниленко 41′ | протокол отчёт |        | Стадион: Самара Арена Зрителей: 40 619 Судья: Казарцев (Санкт-Петербург) |
| Крылья Советов: Конюхов, Бурлак, Зотов, Надсон 90+6', Гаджибеков ( 58' Ланин), Мияилович 90+5', Башкиров, Чочиев ( 79' Таранов), Корниленко ( 90+5' Кулик), Соболев ( 89' Самодин), Алиев · Кубань: Дюпин, Марков 68', Бугаев ( 68' Гапон), Байрыев, Клещенко, Маляров, Алейник, Гай, Лобкарёв ( 62' Нурисов), Гогниев ( 75' Завезён), Обухов |                |                |        |                                                                          |

| 12 мая 2018 38 тур | Луч-Энергия (Владивосток) | 2:0            | Крылья Советов | Владивосток                                            |
| 14:00 МСК | 5′ Насадюк · 25′ Носов    | протокол отчёт |                | Стадион: Динамо Зрителей: 1320 Судья: Кукуляк (Калуга) |
| Луч-Энергия (Владивосток): Абакумов, Таказов 54', Больевич, Марущак, Насадюк , Пономаренко, Гелоян, Носов ( 62' Гордиенко), Машнев ( 61' Фомин), Мязин ( 87' Тихий), Хлебородов ( 79' Павленко) · Крылья Советов: Леонов, Бурлак, Тихонов ( 55' Зотов), Таранов , Гаджибеков, Ланин, Башкиров, Клёнкин, Самодин, Алиев ( 55' Чочие), Соболев 82' |                           |                |                |                                                        |

## Кубок России
| 23 августа 2017 1/32 финала | Сызрань-2003 | 0:2   | Крылья Советов  | Сызрань                                                    |
| 18:00 МСК |              | отчёт | 26′, 90′ Ткачук | Стадион: Центральный Зрителей: 5000 Судья: Юданов (Москва) |
| Сызрань-2003: Баклов, Зимулька, Качан ( 43' Пьянченко), Никулов 74', Хрущев 88', Корнилов 85', Симонов ( 79' Самигуллин), Андреев ( 54' Березун 57'), Данилов, Галиакберов, Махмутов ( 71' Домшинский 74') · Крылья Советов: Леонов, Ятченко, Таранов, Голышев ( 62' Клёнкин), Чочиев ( 72' Мияйлович), Зотов, Зинков, Немчанинов, Гоцук, Ткачук, Георгиевский ( 69' Самодин 89') |              |       |                 |                                                            |

| 17 сентября 2017 1/16 финала | Крылья Советов                                      | 3:2   | Локомотив (Москва)           | Самара                                                   |
| 18:00 МСК | Башкиров 51′ · Пейчинович 84′ (авт.) · Клёнкин 108′ | отчёт | 76′ Михалик · 90′ Кверквелия | Стадион: Металлург Зрителей: 9271 Судья: Чистяков (Азов) |
| Крылья Советов: Конюхов 115', Таранов ( 101' Чочиев), Надсон, Зотов, Немчанинов ( 74' Ланин), Башкиров 33', Мияйлович, Зинков, Клёнкин, Ткачук, Корниленко ( 63' Самодин) · Локомотив (Москва): Медведев, Пейчинович ( 88' Коломейцев), Михалик 103', Ротенберг ( 56' Рыбус), Кверквелия, Фернандеш ( 46' Ал.Миранчук Ал.), Тарасов 86', И.Денисов, Ан.Миранчук, Эдер, Лысов |                                                     |       |                              |                                                          |

| 25 октября 2017 1/8 финала | Рубин (Казань)   | 1:2   | Крылья Советов             | Казань                                                       |
| 20:00 МСК | Жемалетдинов 59′ | отчёт | 33′ Корниленко · 55′ Алиев | Стадион: Казань Арена Зрителей: 3411 Судья: Федотов (Москва) |
| Рубин (Казань): Рыжиков, Набиуллин ( 46' Жемалетдинов), М'Вила, Канунников, Гранат, Бауэр ( 63' Лестьенн 68'), Оздоев, Кудряшов, Азмун, Сорокин, Камболов · Крылья Советов: Конюхов, Таранов, Надсон, Корниленко 19', Чочиев ( 66' Башкиров), Алиев ( 90' Зинков), Зотов ( 84' Гоцук), Мияйлович, Клёнкин, Ткачук, Ланин |                  |       |                            |                                                              |

| 4 апреля 2018 1/4 финала | Крылья Советов | 1:3   | Спартак (Москва)                   | Самара                                                        |
| 18:30 МСК | Соболев 90′    | отчёт | 20′ Луиш · 71′ Алиев · 77′ Адриано | Стадион: Металлург Зрителей: 15 833 Судья: Москалёв (Воронеж) |
| Крылья Советов: Конюхов, Ятченко, Таранов ( 75' Зотов), Надсон, Соболев, Корниленко ( 79' Мияйлович), Чочиев ( 82' Башкиров), Алиев, Клёнкин, Ланин 18', Бурлак · Спартак (Москва): Селихов, Глушаков, Луиш, Промес ( 90' Ханни), Фернандо, Адриано ( 80' Пашалич),Мельгарехо, Кутепов, Максимович, Ещенко, Зобнин ( 79' Самедов) |                |       |                                    |                                                               |

## Кубок ФНЛ
| 10 февраля 2018 1 тур | Крылья Советов | 0:1   | Рига          | Пафос                                       |
| 11:15 МСК |                | отчёт | 70′ Мицкевичс | Стадион: Ероскипу Судья: Волошин (Смоленск) |
| Крылья Советов: Конюхов, Зотов ( 63' Тихонов), Бурлак, Ятченко, Надсон ( 78' Гаджибеков), Чочиев, Башкиров, Ткачук, Кулик ( 65' Таранов), Клёнкин ( 83' Гоцук), Самодин ( 78' Корниленко) · Рига: Малиньшс, Стуглис ( 46' Маслач), Байенко, Карклиньшс ( 87' Смирновс), Куракинск ( 62' Литвинскис), Вушурович ( 46' Давиес), Ващук ( 46' Мицкевичс), Енин ( 46' Чударс), Лайзанс ( 80' Давиденковс), Лемайич ( 67' Пунцулс), Габриэль ( 46' Ди Сантантонио) |                |       |               |                                             |

| 13 февраля 2018 2 тур | Крылья Советов | 1:0   | Факел (Воронеж) | Пафос                                                |
| 11:15 МСК | Чочиев 68′     | отчёт |                 | Стадион: Ероскипу Судья: Абросимов (Санкт-Петербург) |
| Крылья Советов: Конюхов, Зотов, Кулик ( 62' Ланин), Кленкин ( 62' Самодин), Башкиров, Ятченко, Ткачук, Надсон, Соболев ( 62' Корниленко), Бурлак, Чочиев · Факел (Воронеж): Федоров, Семенов, Осипенко, Шарифи ( 71' Арустамян), Хайманов, Лукьяновс ( 74' Мустафин), Амбарцумян ( 85' Ушаков), Мануковский, Молодцов, Алхазов ( 46' Сердюк), Мичуренков ( 78' Верулидзе) |                |       |                 |                                                      |

| 16 февраля 2018 3 тур | Крылья Советов | 1:0   | Чайка (Песчанокопское) | Пафос                                    |
| 11:15 МСК | Бурлак 70′     | отчёт |                        | Стадион: Ероскипу Судья: Сафьян (Москва) |
| Крылья Советов: Леонов, Тихонов ( 63' Зотов), Гаджибеков ( 63' Ятченко), Надсон ( 46' Бурлак), Таранов, Башкиров, Ланин, Георгиевский ( 46' Чочиев), Клёнкин ( 63' Кулик), Самодин ( 46' Ткачук), Корниленко ( 78' Визнович) · Чайка (Песчанокопское): Антипов, Дубовой ( 46' Глушков), Шахтиев, Придюк, Губанов, Ослоновский ( 83' Хохлачёв), Ситников ( 74' Васильев), Магомедов, Махмутов ( 63' Карташов), Троянов ( 90' Нестеренко), Обозный ( 60' Подоляк) |                |       |                        |                                          |

| 19 февраля 2018 матч за 5-8 места | Крылья Советов          | 2:0   | Тамбов | Пафос                                     |
| 16:30 МСК | Бурлак 14′ · Чочиев 21′ | отчёт |        | Стадион: Куклия Судья: Шадыханов (Москва) |
| Крылья Советов: Конюхов, Зотов ( 86' Тихонов), Гаджибеков ( 56' Кулик), Надсон, Корниленко, Чочиев ( 84' Самодин), Бурлак, Ланин, Башкиров, Ятченко, Ткачук ( 44' Клёнкин, 73' Соболев) · Тамбов: Вялов ( 46' Вавилин), Овсиенко ( 46' Горбатюк), Гультяев ( 79' Кашчелан), Рыбин ( 84' Шевчук), Михалев ( 45' Мищенко), Шляков ( 68' Быстров), Рыжков ( 45' Мурнин), Трусевич, Дутов ( 46' Чернышов), Бирюков ( 68' Игнатович), Сергеев ( 46' Часовских) |                         |       |        |                                           |

| 23 февраля 2018 матч за 5 место | Крылья Советов            | 2:2 (3:2 пен.)                                            | Спартак-2 (Москва)       | Пафос                                              |
| 14:08 МСК | Ятченко 38′ · Самодин 52′ | отчёт                                                     | 68′ Сакала · 73′ Руденко | Стадион: Куклия Судья: Абросимов (Санкт-Петербург) |
| | Пенальти                  |                                                           |                          |                                                    |
| Самодин · Таранов · Бурлак · Гаджибеков · Чочиев · Алиев |                           | Мамин · Леонтьев · Пантелеев · Руденко · Сакала · Лихачёв |                          |                                                    |
| Крылья Советов: Конюхов, Таранов, Надсон ( 64' Алиев), Тихонов ( 46' Гаджибеков), Самодин, Кулик ( 46' Ланин), Клёнкин ( 46' Башкиров), Георгиевский ( 46' Корниленко), Киселёв ( 46' Чочиев), Бурлак, Ятченко ( 46' Зотов) · Спартак-2 (Москва): Терешкин, Лихачёв, Мамин, Шанбиев, Пантелеев, Тюнин, Ломовицкий ( 60' Нимели), Полубояринов, Давыдов ( 56' Леонтьев), Руденко, Сакала |                           |                                                           |                          |                                                    |

## Товарищеские и контрольные матчи
| 16 июня 2017 | Крылья Советов                        | 3:0   | Дунав (Стари Бановци) | Стара-Пазова         |
| 18:30 МСК    | Алиев 7′ · Клёнкин 67′ · Визнович 71′ | отчёт |                       | Стадион: Сербия Люкс |

| 20 июня 2017 | Крылья Советов | 0:0   | Оренбург | Стара-Пазова         |
| 19:00 МСК    |                | отчёт |          | Стадион: Сербия Люкс |

| 24 июня 2017 | Крылья Советов | 1:1   | Спартак (Суботица) | Стара-Пазова         |
| 19:00 МСК    |                | отчёт |                    | Стадион: Сербия Люкс |

| 28 июня 2017 | Крылья Советов | 5:1   | Чукарички | Стара-Пазова         |
| 19:00 МСК    |                | отчёт |           | Стадион: Сербия Люкс |

| 20 января 2018 | Крылья Советов                    | 4:0   | Слован (Братислава) |  |
| 17:00 МСК      | Ткачук 7′, 13′, 31′ · Самодин 27′ | отчёт |                     |  |

| 24 января 2018 | Крылья Советов                            | 4:0   | Черно море |  |
| 17:00 МСК      | Чочиев 6′ · Ткачук 18′, 20′ · Самодин 42′ | отчёт |            |  |

| 27 января 2018 | Крылья Советов | 0:2   | Краковия              |  |
| 11:00 МСК      |                | отчёт | 40′ Пиатек · 58′ Брок |  |

| 27 января 2018 | Крылья Советов            | 2:0   | Нефтчи (Баку) |  |
| 17:00 МСК      | Соболев 31′ · Ятченко 90′ | отчёт |               |  |

| 30 января 2018 | Крылья Советов | 1:3   | Судува                                          |  |
| 17:00 МСК      | Визнович 75′   | отчёт | 10′ Каспаравичюс · 28′ Курбанов · 47′ Лаукжемис |  |

| 31 января 2018 | Крылья Советов | 0:0   | Дунав (Русе) |  |
| 11:00 МСК      |                | отчёт |              |  |

## Игры и голы
| №.            | Нац.          | Позиция | Игрок                  | Всего | Всего | Чемпионат | Чемпионат | Кубок | Кубок | Кубок ФНЛ | Кубок ФНЛ |
| №.            | Нац.          | Позиция | Игрок                  | Игры  | Голы  | Игры      | Голы      | Игры  | Голы  | Игры      | Голы      |
| Вратари       |               |         |                        |       |       |           |           |       |       |           |           |
| ------------- | ------------- | ------- | ---------------------- | ----- | ----- | --------- | --------- | ----- | ----- | --------- | --------- |
|               | Флаг России   | Вр      | Евгений Конюхов        | 44    | -30   | 37        | -21       | 3     | -6    | 4         | -3        |
|               | Флаг России   | Вр      | Артём Леонов           | 3     | -2    | 1         | -2        | 1     | 0     | 1         | 0         |
| Защитники     |               |         |                        |       |       |           |           |       |       |           |           |
|               | Флаг России   | Защ     | Тарас Бурлак           | 19    | 3     | 13        | 1         | 1     | 0     | 5         | 2         |
|               | Флаг России   | Защ     | Али Гаджибеков         | 17    | 0     | 21        | 0         | -     | -     | 4         | 0         |
|               | Флаг России   | Защ     | Кирилл Гоцук           | 21    | 0     | 18        | 0         | 2     | 0     | 1         | 0         |
|               | Флаг России   | Защ     | Георгий Зотов          | 45    | 3     | 36        | 3         | 4     | 0     | 5         | 0         |
|               | Флаг Бразилии | Защ     | Надсон                 | 34    | 0     | 26        | 0         | 3     | 0     | 5         | 0         |
|               | Флаг Украины  | Защ     | Дмитрий Немчанинов     | 4     | 0     | 2         | 0         | 2     | 0     | -         | -         |
|               | Флаг Сербии   | Защ     | Милан Родич            | 2     | 0     | 2         | 0         | -     | -     | -         | -         |
|               | Флаг России   | Защ     | Иван Таранов           | 35    | 1     | 28        | 1         | 4     | 0     | 3         | 0         |
|               | Флаг России   | Защ     | Михаил Тихонов         | 0     | 0     | 4         | 0         | -     | -     | 4         | 0         |
|               | Флаг России   | Защ     | Дмитрий Ятченко        | 39    | 7     | 32        | 6         | 2     | 0     | 5         | 1         |
| Полузащитники |               |         |                        |       |       |           |           |       |       |           |           |
|               | Флаг России   | ПЗ      | Азер Алиев             | 41    | 5     | 38        | 4         | 2     | 1     | 1         | 0         |
|               | Флаг России   | ПЗ      | Евгений Башкиров       | 40    | 2     | 32        | 1         | 3     | 1     | 5         | 0         |
|               | Флаг России   | ПЗ      | Антон Бобёр            | 1     | 0     | 1         | 0         | -     | -     | -         | -         |
|               | Флаг России   | ПЗ      | Святослав Георгиевский | 8     | 0     | 5         | 0         | 1     | 0     | 2         | 0         |
|               | Флаг России   | ПЗ      | Павел Голышев          | 3     | 0     | 2         | 0         | 1     | 0     | -         | -         |
|               | Флаг России   | ПЗ      | Вячеслав Зинков        | 16    | 0     | 13        | 0         | 3     | 0     | -         | -         |
|               | Флаг России   | ПЗ      | Геннадий Киселёв       | 1     | 0     | -         | -         | -     | -     | 1         | 0         |
|               | Флаг России   | ПЗ      | Данил Клёнкин          | 46    | 3     | 37        | 2         | 4     | 1     | 5         | 0         |
|               | Флаг России   | ПЗ      | Владислав Кулик        | 4     | 0     | 9         | 0         | -     | -     | 5         | 0         |
|               | Флаг России   | ПЗ      | Олег Ланин             | 38    | 0     | 31        | 0         | 3     | 0     | 4         | 0         |
|               | Флаг Сербии   | ПЗ      | Срджан Мияилович       | 35    | 3     | 31        | 3         | 4     | 0     | -         | -         |
|               | Флаг России   | ПЗ      | Денис Ткачук           | 35    | 4     | 28        | 2         | 3     | 2     | 4         | 0         |
|               | Флаг России   | ПЗ      | Алан Чочиев            | 45    | 6     | 36        | 4         | 4     | 0     | 5         | 2         |
| Нападающий    |               |         |                        |       |       |           |           |       |       |           |           |
|               | Флаг России   | Нап     | Илья Визнович          | 1     | 0     | -         | -         | -     | -     | 1         | 0         |
|               | Флаг Беларуси | Нап     | Сергей Корниленко      | 41    | 16    | 33        | 15        | 3     | 1     | 5         | 0         |
|               | Флаг России   | Нап     | Сергей Самодин         | 38    | 10    | 31        | 9         | 2     | 0     | 5         | 1         |
|               | Флаг России   | Нап     | Александр Соболев      | 15    | 9     | 12        | 8         | 1     | 1     | 2         | 0         |

## Болельщики
| 6 самых посещаемых матчей | 6 самых посещаемых матчей | 6 самых посещаемых матчей | 6 самых посещаемых матчей | 6 самых посещаемых матчей | 6 самых посещаемых матчей | 6 самых посещаемых матчей | 6 самых посещаемых матчей | 6 самых посещаемых матчей | 6 самых посещаемых матчей | 6 самых посещаемых матчей | 6 самых посещаемых матчей | 6 самых посещаемых матчей |
| №                         | Посещаемость              | Стадион                   | Вместимость               | Заполняемость             | Соперник                  | №                         | Посещаемость              | Стадион                   | Вместимость               | Заполняемость             | Соперник                  |                           |
| ------------------------- | ------------------------- | ------------------------- | ------------------------- | ------------------------- | ------------------------- | ------------------------- | ------------------------- | ------------------------- | ------------------------- | ------------------------- | ------------------------- | ------------------------- |
| 1                         | 40 619                    | Самара Арена              | 41 970                    | 96,78%                    | Кубань                    | 4                         | 14 926                    | Калининград               | 35 016                    | 42,63%                    | Балтика                   |                           |
| 2                         | 24 192                    | Волгоград Арена           | 43 713                    | 55,34%                    | Ротор-Волгоград           | 5                         | 14 017                    | Самара Арена              | 41 970                    | 33,40%                    | Факел                     |                           |
| 3                         | 15 833                    | Металлург                 | 30 251                    | 52,34%                    | Спартак                   | 6                         | 9271                      | Металлург                 | 30 251                    | 30,65%                    | Локомотив                 |                           |